# ریکی براون (تنیس‌باز)
 ریکی براون (انگلیسی: Ricky Brown؛ زاده ۱ آوریل ۱۹۶۷) یک تنیس‌باز اهل ایالات متحده آمریکا است.